# Tecnologia AFIB
La tecnologia AFIB  (anche detta Microlife AFIB Technology) è una caratteristica degli sfigmomanometri che è stata progettata per rilevare e controllare l'incidenza della fibrillazione atriale nei pazienti. Questa tecnologia è stata progettata, brevettata ed è attualmente usata da Microlife Corporation. È stata oggetto di numerosi studi clinici ed è stata validata per uso domestico e clinico. Questa tecnologia la si può trovare in numerosi dispositivi Microlife, incluso il WatchBP Home A, il BP A200 Plus, il WatchBP Office, e il WatchBP O3.

## Specificazioni

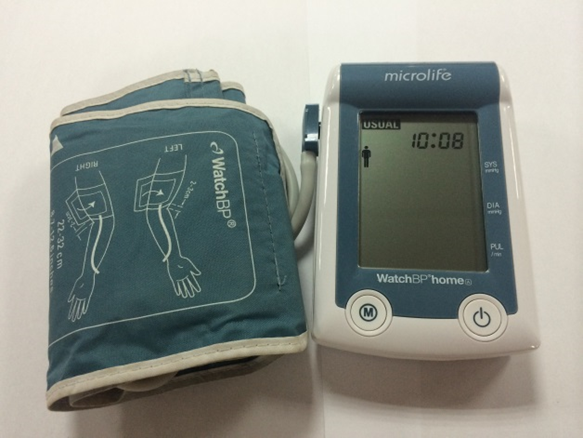
Microlife WatchBP Home: misuratore della pressione con tecnologia Afib.

I dispositivi Microlife che impiegano la Tecnologia AFIB sono oscillometri e sono dotati di un algoritmo che può rilevare ritmi delle pulsazioni irregolari. Il dispositivo segnalerà se viene rilevata la fibrillazione atriale. Le misurazioni vengono effettuate tre volte per letture più precise. Studi hanno confermato la precisione relativa di queste letture quando si cerca di accertare la presenza di fibrillazione atriale nei pazienti.
Uno studio ha rilevato che il misuatore della pressione arteriosa Microlife ha una sensibilità per la rilevazione della fibrillazione atriale del 100%, una specificità del 92%. Numerosi studi clinici hanno testato la Tecnologia Microlife AFIB rispetto all'elettrocardiogramma a 12 canali (ECG) interpretato dai cardiologi. La sensibilità della rilevazione in questi studi variava tra 95 e 100% con valori della specificità da 89 a 92%.

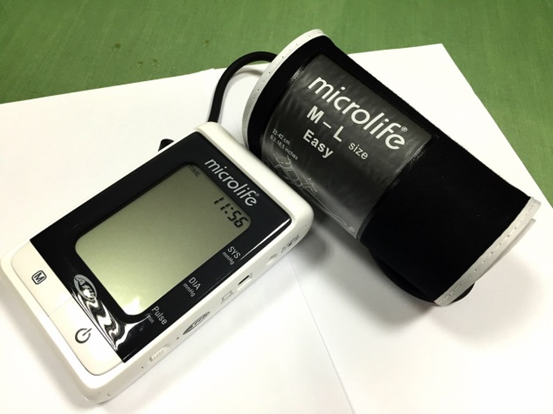
Misuratore della pressione Microlife A200 con rilevazione Afib.

Uno studio ha mostrato che il dispositivo WatchBP era migliore per rilevare la fibrillazione atriale rispetto all'ECG monocanale grazie al suo maggiore livello di specificità (90 vs 76%, rispettivamente), che eviterebbe molti non necessari ricorsi all'ECG a 12 canali e quindi farebbe risparmiare costi del lavoro e sanitari. In aggiunta, non necessita di interpretazione clinica.
In ogni studio, i ricercatori hanno concluso che la Tecnologia AFIB di Microlife è adatta per essere utilizzata come sistema per lo screening della fibrillazione atriale sia per fini domiciliari che clinici. Nel 2013, il UK National Institute for Health and Care Excellence ha raccomandato il dispositivo WatchBP Home A per la misurazione di routine della pressione arteriosa e lo screening della fibrillazione atriale nella medicina di base. La raccomandazione è basata sulla conclusione di NICE secondo cui l'utilizzo di WatchBP Home A è associata ad un risparmio totale dei costi per persona, che è stato stimato essere compreso tra £2.98 per coloro di età compresa tra 65 e 74 anni e £4.26 per coloro di età pari o superiore a 75 anni.

## Brevetti
- U.S. Patent 7,706,868 Detecting atrial fibrillation, method of and apparatus for filed February 17, 2006; issued April 27, 2010
- U.S. Patent 7,680,532 Detecting atrial fibrillation, method of and apparatus for filed February 15, 2006; issued March 16, 2010
- U.S. Patent 7,020,514 Method of and apparatus for detecting atrial fibrillation filed November 27, 2002; issued March 28, 2006
- U.S. Patent 6,519,490 Method of and apparatus for detecting arrhythmia and fibrillation filed December 20, 1999; issued February 11, 2003